# Nealocythere elongata
Nealocythere elongata is een mosselkreeftjessoort uit de familie van de Bythocytheridae. De wetenschappelijke naam van de soort is voor het eerst geldig gepubliceerd in 1989 door Hartmann.